# Cœur de lilas
Pour plus de détails, voir Fiche technique et Distribution.
Cœur de lilas est un film français réalisé par Anatole Litvak, sorti en 1932.

## Synopsis
Novion, un directeur d'usine, est assassiné sur les fortifications. Le gant de « Lilas » Couchoux, une prostituée du coin, est trouvé près du cadavre. La police a un suspect, Jean Darny, mais l'inspecteur André Bardon le croit innocent et va s'infiltrer dans le milieu, en se disant placier en acier, afin de mener l'enquête. Lilas tombe amoureuse de l'inspecteur qui finit par la croire innocente. Apprenant que l'homme qu'elle aime est un policier déguisé à la recherche de l'assassin, Lilas va se livrer elle-même à la police.

## Fiche technique
- Réalisation : Anatole Litvak, assisté de D. Dragomir, H. Blanchon
- Supervisé par : Dorothy Farnum, Maurice Barber
- Scénario : d'après la pièce de Charles-Henry Hirsch et Tristan Bernard
- Adaptation : Dorothy Farnum, Anatole Litvak, Serge Veber
- Dialogue : Serge Veber
- Décors : Serge Piménoff
- Photographie : Curt Courant, Louis Née
- Son : Roger Loisel
- Montage : Victor Fartowitch
- Musique : Maurice Yvain
  - Lyrics : Serge Veber, Marcel Achard, Jean Boyer
  - Chef d'orchestre : Pierre Chagnon
- Régisseur général : Metchikian
- Production : Fifra
- Tournage : juillet, août 1931
- Pays de production :  France
- Format :  Noir et blanc - 1,37:1 - 35 mm - son mono
- Durée : 90 min
- Dates de sortie : 
  - France : 3 mars 1932 au cinéma Colisée, 10 février 1932 (Source Musée Jean Gabin de Mériel)

## Distribution
- Marcelle Romée : Lilas Couchoux, dite "Cœur de Lilas"
- André Luguet : André Bardon, le jeune inspecteur
- Jean Gabin : Martousse, un mauvais garçon
- Madeleine Guitty : Mme Charigoul
- Pierre Labry : M. Charigoul
- Fréhel : « La Douleur »
- Lydie Villars : « La Crevette »
- Marcel Delaitre : Jean Darny
- Paulette Fordyce : Mme Darny
- Carlota Conti : Madeleine Novion, l'épouse de la victime
- Georges Paulais : le juge d'instruction
- Titys : le greffier
- Paul Amiot : l'inspecteur Merlu
- Fernandel : le garçon d'honneur de la noce
- Georges Pally : le client mécontent de l'hôtel
- René Maupré
- Édouard Rousseau

## Musique
- Jean Gabin et Frehel chantent La môme caoutchouc (« J'ai une petite gosse extra, Elle est en Gutta-percha, Élastique »). La chanson sera reprise à la fin des années 1940 par Paul Meurisse.
- Dans la scène du mariage, Fernandel et tous les invités de la noce chantent Ne te plains pas que la mariée soit trop belle.

## À noter
- L'artiste Marcelle Romée s'est suicidée après le film.
- Ce film est le premier à réunir Jean Gabin et Fernandel.
- Des articles de journaux au début et vers la fin du film révèlent l'identité de celle que l'on surnomme « Cœur de Lilas » :  Couchoux, un nom qui rime avec caoutchouc.
- À part ce film, Lydie Villars tourna en 1935 Les Mystères de Paris de Félix Gandéra, dans le rôle de Mme Pipelet.
- Dans ce film, le meurtre aurait eu lieu sur les fortifications, boulevard Sérurier, bizarrement situé à La Chapelle...